# Totò

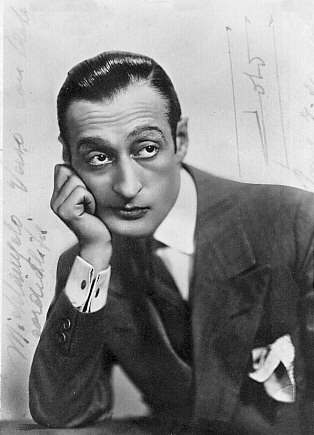
Totò (1898-1967)

Totò (pe numele real Antonio Clemente, n. 15 februarie 1898, Napoli, Italia – d. 15 aprilie 1967, Roma, Italia) a fost un actor italian de film.

## Filmografie
- 1951 Hoții și vardiștii (Guardie e ladri), regia Steno și Mario Monicelli
- 1955 Totò și Carolina (Totò e Carolina), regia Mario Monicelli
- 1958 Făptași necunoscuți (I soliti ignoti), regia Mario Monicelli
- 1958 Legea e lege (La legge è legge), regia Christian-Jaque
- 1958 Totò pe lună (Totò nella luna)
- 1962 Doi colonei (I due colonnelli), regia Steno
- 1966 Operațiunea San Gennaro (Operazione San Gennaro), regia Dino Risi
- 1967 Tată de familie (Il padre di famiglia), regia Nanni Loy

## Galerie de imagini

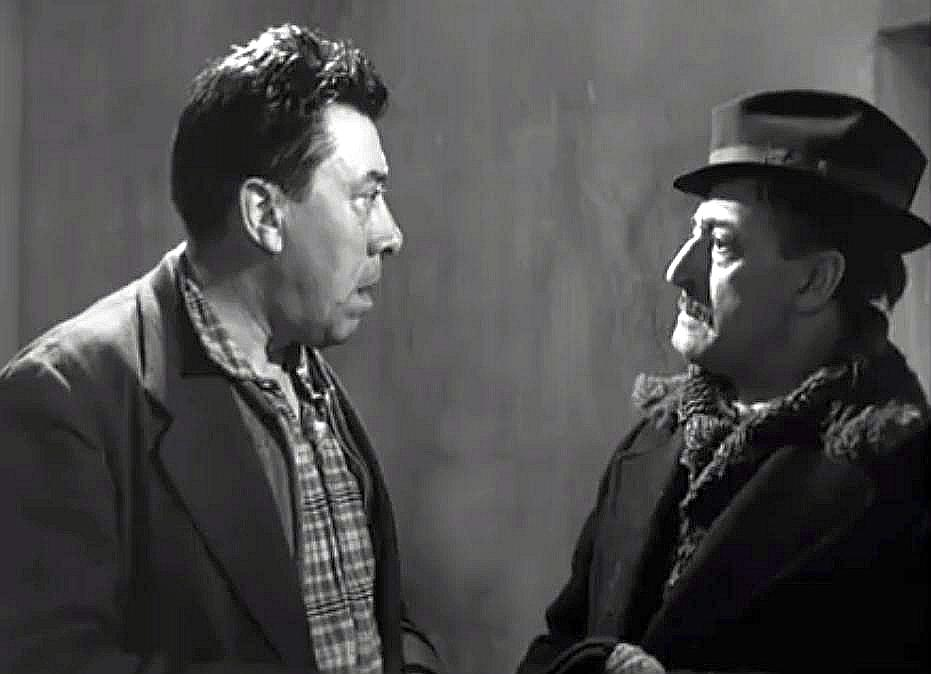
Fernandel (stânga) şi Totò (dreapta) în filmul Legea e lege (1958)
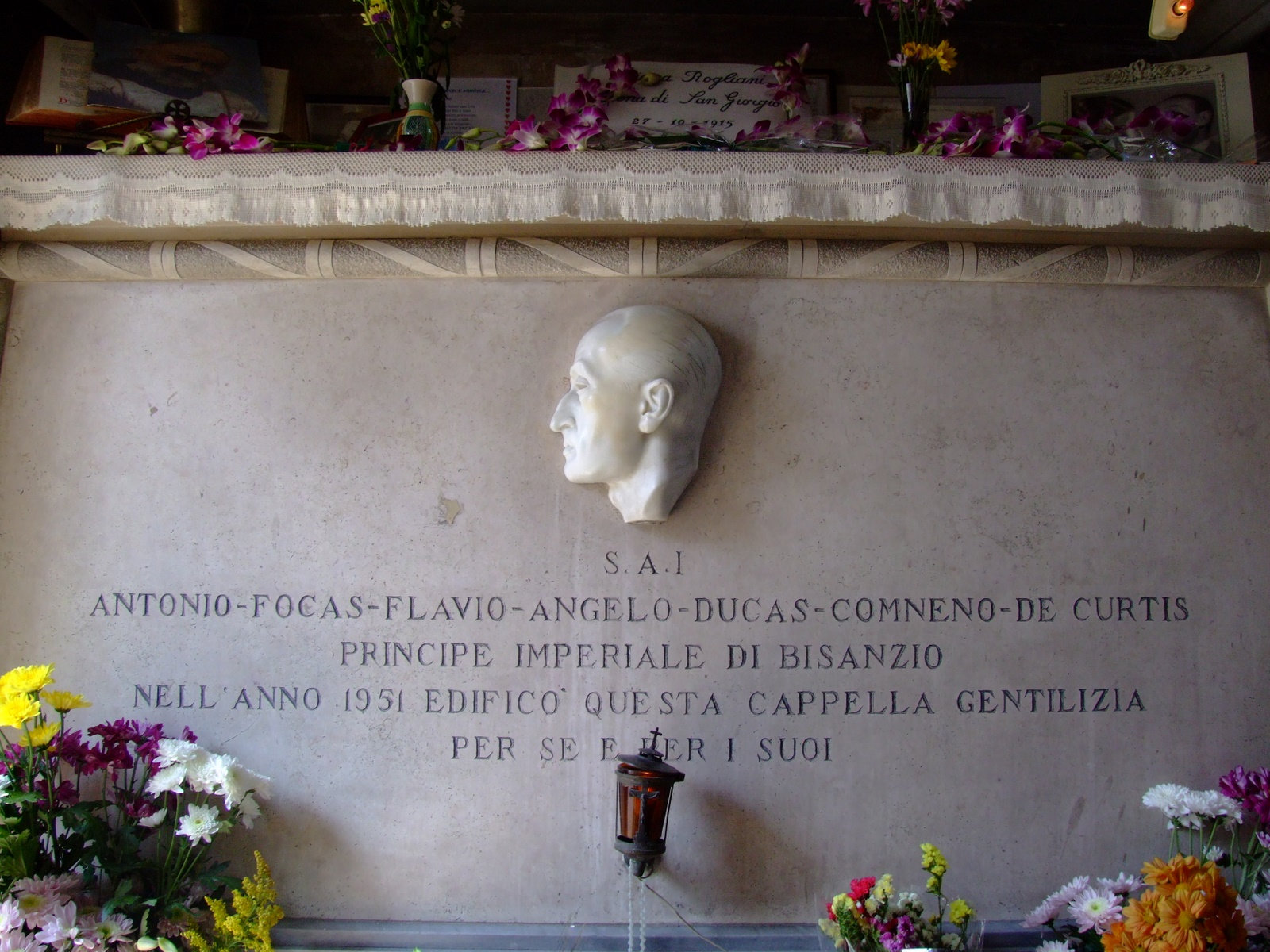
Mormântul lui Totò (cimitirul Santa Maria del Pianto, Napoli)